# 刘易斯与克拉克博览会金币
刘易斯与克拉克博览会金币（英語：Lewis and Clark Exposition dollar）是美国铸币局于1904至1905年生产的一种纪念金币，由首席雕刻师查尔斯·爱德华·巴伯设计，于1905年在俄勒冈州波特兰举行的刘易斯和克拉克远征百年纪念博览会上公开销售。金币的销售业绩不佳，联邦国会共计授权发行的25万枚中顺利售出的尚不足十分之一。
1804至1806年，梅里韦瑟·刘易斯和威廉·克拉克带领其他队员从密苏里州圣路易斯出发，到达太平洋沿岸后再返回。这次探险活动史称刘易斯与克拉克远征，是美国历史上首次有陆上探险队到达太平洋沿岸。美国通过1803年路易斯安那购地获得的大片国土正是通过这次远征揭开神秘的面纱。波特兰举行的世界博览会适逢远征100周年。
与1903年发行的路易斯安那购地金币一样，大部分刘易斯与克拉克博览会金币都是由钱币经销商法兰·泽布向公众销售。硬币销售情况欠佳，铸币局生产的大部分硬币之后只能熔毁。此后，这种金币的收藏价值稳步上升，根据其成色好坏，硬币如今的价格在数百至上万美元不等。截至2014年，刘易斯与克拉克博览会金币仍然是唯一一种两面都是人物头像的美国硬币。

## 背景
1803年，美国通过路易斯安那购地从法国手中买下北美洲大片领土，国土面积为此多了超过一倍。为了增进对新领土的了解，总统托马斯·杰斐逊从联邦国会取得拨款，资助远征探险活动，他还任命自己的私人秘书梅里韦瑟·刘易斯带领远征队。刘易斯拥有美国陆军上尉军衔，他选择曾一起服役的前陆军中尉，美国独立战争英雄乔治·罗杰斯·克拉克（George Rogers Clark）的弟弟威廉·克拉克一起领队。两人挑选出30人组成发现军团一起上路。获选者中有多人是来自肯塔基州的拓荒者，之前也曾在陆军服役，其他人中有些是船夫，还有些拥有某些必需技能。1804年5月14日，远征队从密苏里州的圣路易斯出发。
探险队从密苏里河逆流而上，他们遇到莱姆哈伊肖松尼部落女性萨卡加维亚。萨卡加维亚曾遭另一部落俘虏，再被卖给法裔加拿大籍捕手杜桑·夏博诺（Toussaint Charbonneau）为奴，成为他的众多妻子之一。夏博诺和萨卡加维亚都成为远征队的翻译，并且队伍中有了萨卡加维亚以及她与夏博诺的新生儿（1805年2月11日出生的让·巴蒂斯特·夏博诺）后，许多心存敌意的原住民部落也相信远征队意在和平。萨卡加维亚对远征作出的又一项突出贡献是帮队伍购买马匹，由于远征队决定前往大陆分水岭，不再返回密苏里州获取补给，因此众人非常需要马匹来翻越崇山峻岭。远征队向一位印第安酋长求助，这位伸出援手的酋长正是萨卡加维亚的弟弟。
1804年末，探险队在如今北达科他州俾斯麦附近扎营过冬，1805年4月7日再重新上路，于11月7日到达俄勒冈州克拉特索普县县城阿斯托里亚（Astoria）附近，太平洋已近在眼前。探索过这片地区后，一行人于1806年3月23日踏上归途，于6个月后的9月24日到达圣路易斯。所有队员中只有一人在途中逝世，死因很可能是阑尾炎。虽然他们没有发现传说中美国西部存在的猛犸象或盐山，但“与获得的东西相比，这都只是很小的损失”。这次远征不但增进了东部对新国土的了解，还改善了与美洲原住民的关系，并且远征队员的日记出版后也激起公众对西部的兴趣。探险队还探索了俄勒冈地区，为之后美国获得主权奠定基石。为了感谢他们对祖国的贡献，联邦国会向刘易斯和克拉克划赠土地，两人之后还成为西部的政府官员。

## 构想
1895年，俄勒冈州居民开始提议，在当年远征队经过的波特兰市举办世界博览会，纪念刘易斯与克拉克远征100周年。1900年，由波特兰商人组成的委员会开始为展会做计划，1901年下半年发行的股票获得成功，建设工作于1903年展开。该州一直在为取得联邦政府支持努力，这些努力终于在1904年4月13日迎来回报。总统西奥多·罗斯福签署拨款法案，向博览会主办部门拨款50万美元，还授权发行美元金币纪念展会，具体设计和铭文则由财政部长酌情决定。金币的铸造上限为25万枚，组委会拥有以面值买下这些金币的独家权利。
钱币学家法兰·泽布支持国会授权发行金币，并由波特兰世博会组委会保有独家采购权。泽布是钱币收藏家和交易商，他还通过“世界货币”（Money of the World）巡回展览鼓励人们收藏钱币。作为1908至1910年间美国钱币协会（American Numismatic Association）主席，他从1892年就开始投身纪念币营销，对此已经积累了超过20年的丰富经验。波特兰世博会组委会请他负责金币的销售工作。
刘易斯与克拉克远征纪念币准备工作中的大部分细节已不可考，美国铸币局的许多纪录文件都在20世纪60年代被毁。纪念币的设计工作由铸币局首席雕刻师查尔斯·爱德华·巴伯负责。

## 设计
钱币历史学家唐·塔克西（Don Taxay）和昆汀·戴维·鲍尔斯（Q. David Bowers）都认为，巴伯很可能是根据存放在费城美國獨立紀念館的一幅画作设计这种金币，该画是美国画家查尔斯·威尔逊·皮尔（Charles Willson Peale）的作品，所绘的正是刘易斯和克拉克的肖像。塔克西认为，巴伯的做法已是“屡见不鲜”。截至2014年，刘易斯与克拉克博览会金币仍然是唯一一种两面都是人物头像的美国硬币。
艺术史学家科尼利厄斯·弗缪尔（Cornelius Vermeule）在以美国硬币为主题的著作中指出，刘易斯与克拉克博览会金币受到一些人欢迎的原因是因为这种硬币上描绘的是影响美国历史进程的人物，而不是像自由女神这样的虚构人物头像，这枚纪念币还预示着巴伯之后设计的多种硬币也会秉持类似的主旨，如1909年的林肯1美分，以及1932年的华盛顿25美分硬币。不过，弗缪尔对刘易斯与克拉克博览会金币的设计不以为然，早前的另一种纪念金币，1903年的路易斯安那购地金币同样不能入他之法眼。在他看来，“这些硬币中缺乏（智慧的）火花，巴伯或（助理雕刻师，之后成为首席雕刻师）摩根的许多设计都是这样，上面的面孔、头发和衣饰都很平，所刻字母既小又挤，都连在一块”。弗缪尔认为，两位雕刻师合作完成的设计——如1916年的麦金莱诞生地纪念金币——“几乎让人感到压抑”。

## 生产

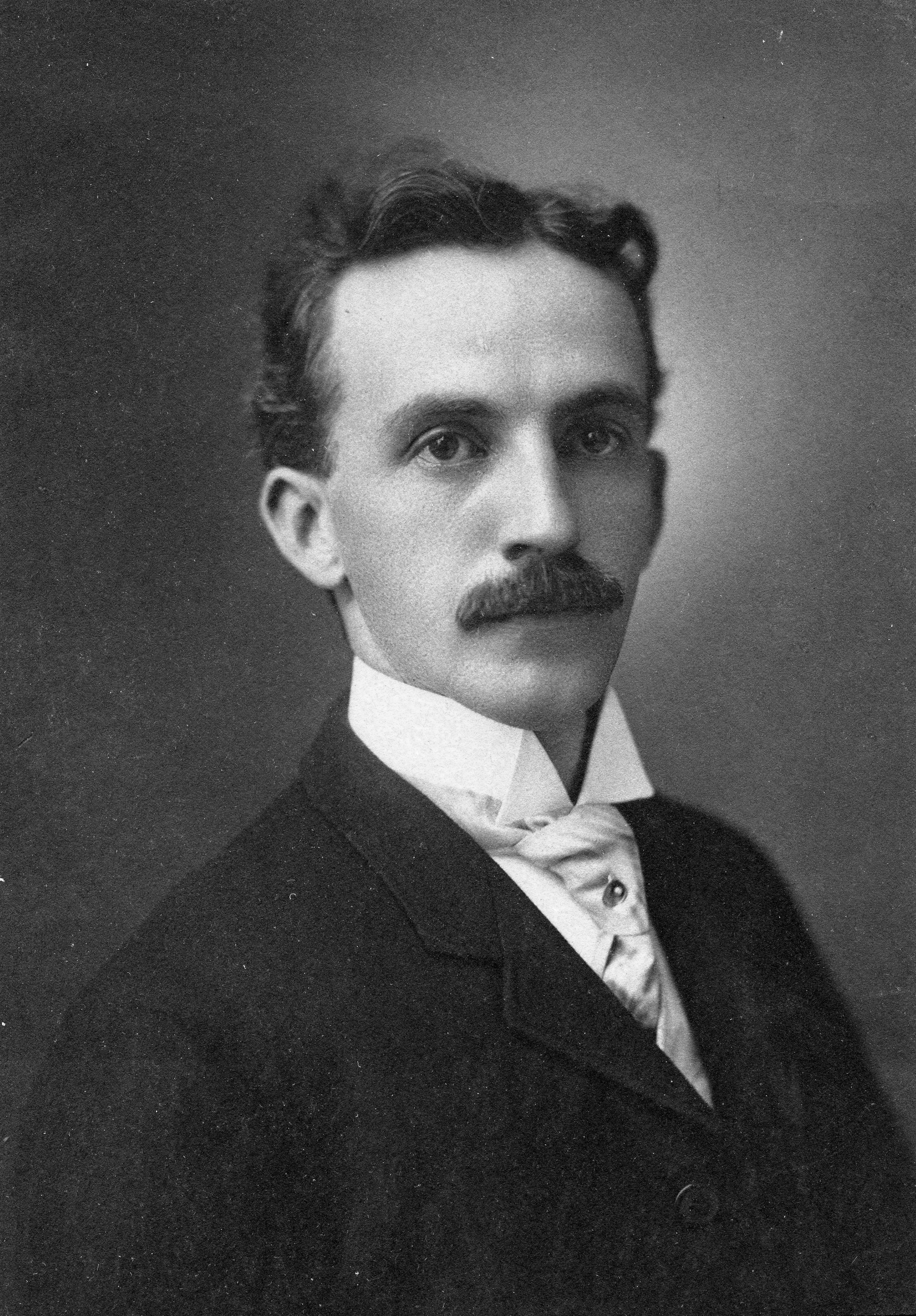
钱币学家法兰·泽布

1904年9月，费城铸币局共生产25028枚刘易斯与克拉克博览会金币，其中28枚由铸币局保留，等待1905年美国化验委员会检查和测试，这些硬币上所刻年份为1904。泽布1905年3月又定购万枚，要求刻上年份1905。费城铸币局要在暑期停工，三到六月共打造3.5万枚（另加留化验委员会检查的41枚），这样即便泽布还想买更多硬币也有库存提供。但泽布之后没有再买，多出2.5万只能熔毁。
刘易斯与克拉克博览会金币是第一种有在多于一年生产、并且所刻年份多于一种的美国纪念金币。费城铸币局在两年里共计生产了6万零69枚，其中有4万零3枚最终融毁。正如2004年钱币学家吉姆·亨特（Jim Hunt）和吉姆·韦尔斯（Jim Wells）发文中所言：“硬币发行时是如此不受待见，基本保证今后非常稀有”。

## 影响和收藏

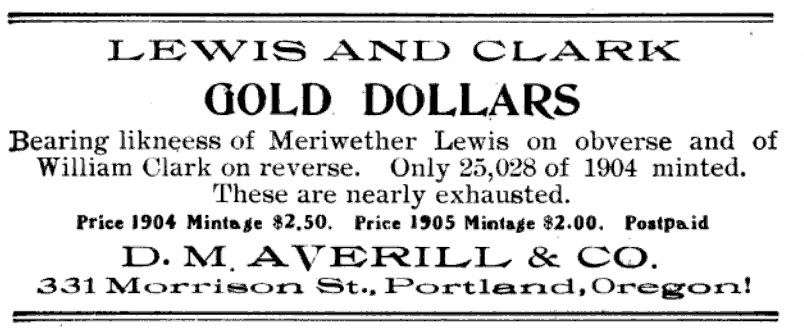
1905年4月刊《钱币学家》（The Numismatist）上刊登的刘易斯与克拉克博览会金币广告，其上声称1904年铸造的共2万5028枚金币已“基本售罄”，这显然属于误导。

1905年6月1日，刘易斯和克拉克远征百年纪念、美国太平洋博览会和东方博览会在波特兰开幕。展会不属国际博览会，即便是在美国以内也没有得到足够宣传。从开幕直至10月14日闭幕，共有250万人前来参观。另外还有16个国家接受主办方邀请前来参展。与其他展会一样，会场也有多如牛毛的各种优惠活动和中途景点招待来宾。美国漫画家、动物育种家荷马·达文波特（Homer Davenport）、已有75岁高龄的拓荒者以斯拉·米克也前来参展。这次博览会是历史上实现赢利的少数几场世界博览会之一，很可能也是促使波特兰的人口和经济在1905至1912年间得到大幅提升的重要因素。

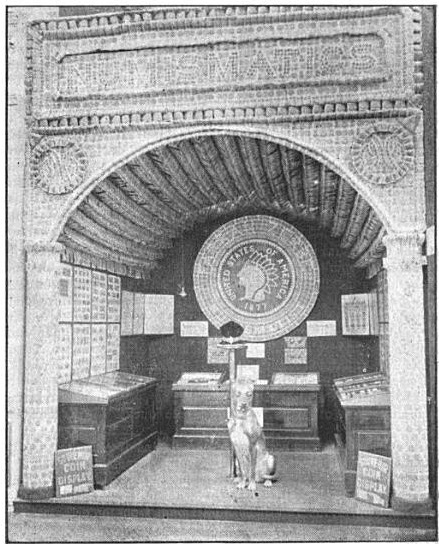
博览会上泽布的展位

销售纪念金币获得的资金之后用来在波特兰的一座公园打造萨卡加维亚的雕像。当时的钱币媒体中提及这种硬币的很少。昆汀·戴维·鲍尔斯认为，当时的《钱币学家》杂志主编乔治·希思博士（Dr. George F. Heath）反对用钱币来纪念某个人物，所以无论泽布是否有发来新闻稿，都很可能遭希思拒绝刊发。不过，1905年4月刊《钱币学家》还是发文宣传博览会和金币。文章很可能就是泽布本人所写，文中引述了他的话，并赞赏他的努力。泽布把大部分精力用在向经销商批发销售上，同时也会在博览会上以2美元的单价向散户发售。他还与波特兰硬币经销商··埃夫里尔公司（D.M. Averill & Company）合作展开邮购零售业务。部分银行及其他商户也会直接向公众销售这种金币。埃夫里尔在钱币学出版物上刊登广场，还在1905年初提高1904年版金币的价格，声称这一版本已“基本售罄”。这显然只是商家炒作：1904年版金币的销售业绩是如此之差，以至于旧金山铸币局最终熔毁了约1万5000枚。泽布让埃夫里尔开售1905年版硬币，价格打折至每6枚金币10美元。他还像销售路易斯安那购地金币那样，将硬币装在汤匙或珠宝上搭售。除此以外，金币基本没有其它的销售渠道。
与公开销售的情况类似，这种金币在收藏领域也是格格不入，之前的路易斯安那购地金币的价格自发行后就开始下跌。不过，刘易斯与克拉克博览会金币的价格并没有降至低于面值，而是有着稳定的上升。从销售纪录来看，现存的1905年版硬币数量应略高于1904年版，但实际情况恰恰相反，1905年版更为少见，价格也更高。鲍尔斯估计，泽布可能自己留有部分金币，只将之用于消费，或是在1933年响应总统富兰克林·德拉诺·罗斯福的号召将大部分金币捐出。1905年版的成交价格曾长年不及1904年版，但到了1960年时，两者已是半斤八两，到了20世纪80年代，1905年版已经超越前辈。根据理查德·约曼（Richard S. Yeoman）2014年版的《美国钱币指南手册》（A Guide Book of United States Coins），1904年版刘易斯与克拉克博览会金币的价格根据成色分级在900至1万美元之间；1905年版则可以升至1200至1万5000美元。2006年，一枚成色在谢尔顿硬币分级标准中达到几乎未流通过的“-68”的1904年版金币经拍卖以5万7500美元的价格成交。
尽管硬币发售业绩欠佳，但靠这些销售收入打造的萨卡加维亚雕像还是于1905年在波特兰的一家公园竖立。2000年，萨卡加维亚成为新金色美元硬币的主题，这种流通硬币正面所绘的正是背着儿子的萨卡加维亚。

## 参考资料

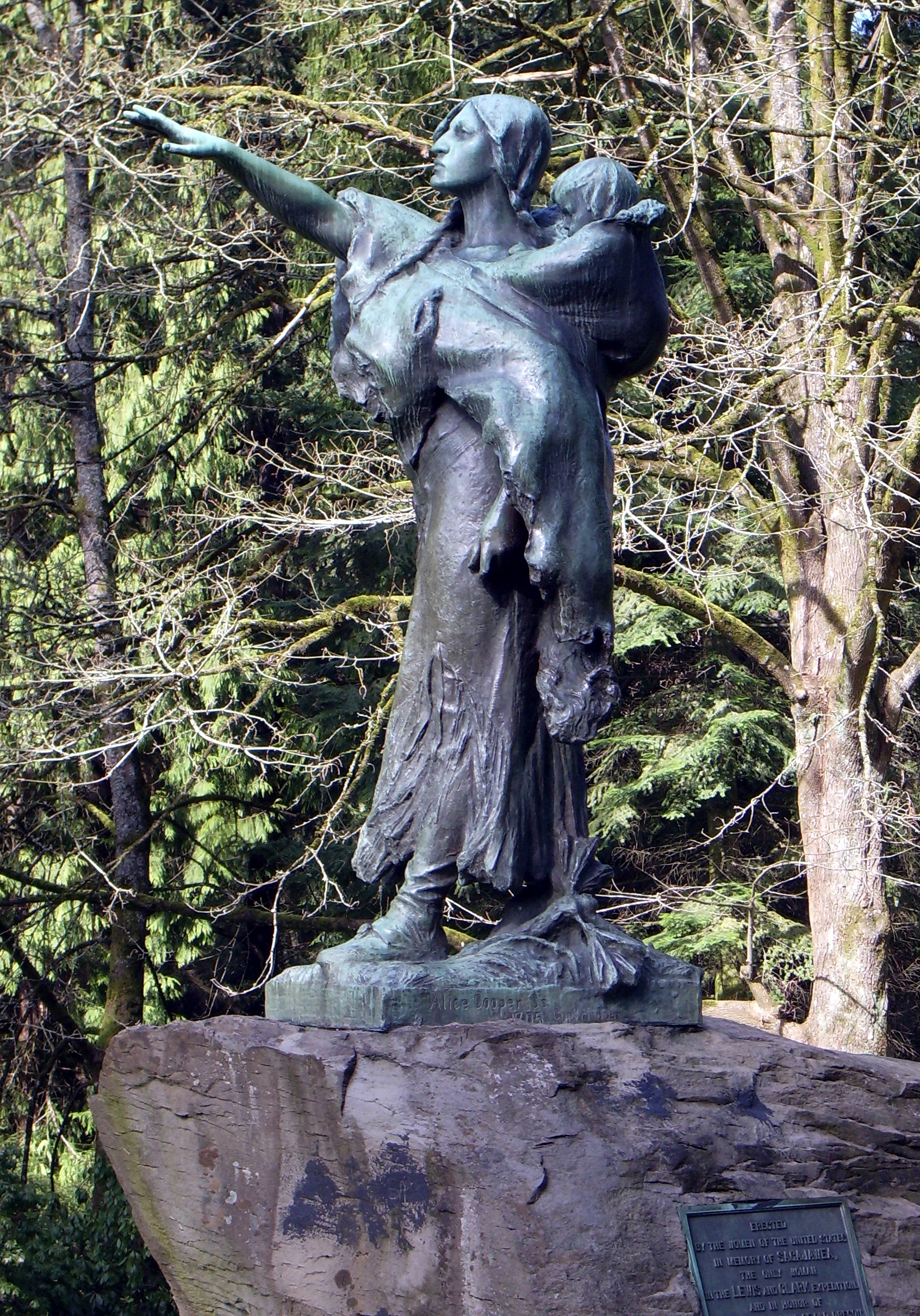
位于波特兰华盛顿公园的萨卡加维亚和让·巴蒂斯特青铜雕塑，这件雕塑是埃利斯·库珀（Alice Cooper）的作品，于1905年完成，是依靠刘易斯与克拉克博览会金币的销售收益打造。

### 脚注
1. 1 2 3 4  Yeoman，第286頁.
2. ↑  Swiatek，第77頁.
3. ↑  Slabaugh，第25–26頁.
4. 1 2  Slabaugh，第26頁.
5. 1 2  Flynn，第206頁.
6. ↑  Flynn，第207頁.
7. 1 2 3  Bowers，第610頁.
8. 1 2  Northwest Digital Archive.
9. ↑  Flynn，第348頁.
10. ↑  Hunt & Wells，第41–42頁.
11. ↑  American Numismatic Association.
12. 1 2 3  Taxay，第22頁.
13. 1 2  Flynn，第208頁.
14. 1 2  Vermeule，第105頁.
15. 1 2 3  Swiatek，第78頁.
16. 1 2  Swiatek & Breen，第134頁.
17. 1 2 3 4 5  Bowers，第611頁.
18. ↑  Hunt & Wells，第42頁.
19. ↑  Huot & Powers，第123, 132, 159頁.
20. ↑  ANA，第239–241頁.
21. ↑  Bowers，第612頁.
22. ↑  Bowers，第612–614頁.
23. ↑  Yeoman，第234頁.

### 文献
书籍
- Bowers, Q. David. . Wolfeboro, NH: Bowers and Merena Galleries, Inc. 1992.
- Flynn, Kevin. . Roswell, GA: Kyle Vick. 2008. OCLC 711779330.
- Huot, Leland & Powers, Alfred. . Bingen, WA: West Shore Press. 1973. ISBN 978-1-111-08852-1.
- Slabaugh, Arlie R.  second. Racine, WI: Whitman Publishing (then a division of Western Publishing Company, Inc.). 1975. ISBN 978-0-307-09377-6.
- Swiatek, Anthony. . Chicago: KWS Publishers. 2012. ISBN 978-0-9817736-7-4.
- Swiatek, Anthony & Breen, Walter. . New York: Arco Publishing. 1981. ISBN 978-0-668-04765-4.
- Taxay, Don. . New York: Arco Publishing. 1967. ISBN 978-0-668-01536-3.
- Vermeule, Cornelius. . Cambridge, MA: The Belknap Press of Harvard University Press. 1971. ISBN 978-0-674-62840-3.
- Yeoman, R.S.  67th. Atlanta, GA: Whitman Publishing LLC. 2013. ISBN 978-0-7948-4180-5.

其他来源
- . American Numismatic Association.   [2014-06-28]. （原始内容存档于2014-06-28）.
- Hunt, Jim; Wells, Jim. . The Numismatist (Colorado Springs, CO: American Numismatic Association). 2004-03: 40–44.
- Zerbe, Farran (unsigned). . The Numismatist (Colorado Springs, CO: American Numismatic Association). 1905-08: 239–241.
- . Northwest Digital Archive.   [2015-03-17]. （原始内容存档于2014-07-15）.